# エドモンド・トパリ
エドモンド・トパリ（Edmond Topalli 1980年1月22日 - ）は、アルバニアの男子柔道家。シュコドラ州シュコドラ出身。
2008年の北京オリンピックにアルバニア代表として初めて柔道競技に出場した。出場したのは男子81キロ以下級で第1試合で1回戦を勝ち上がってきたポルトガルのジョアン・ネトに敗れた。